# Grant megye (Arkansas)
Grant megye az Amerikai Egyesült Államokban, azon belül Arkansas államban található. Megyeszékhelye és legnagyobb városa Sheridan. Lakosainak száma 17 958 fő (2020. április 1.). Grant megye Cleveland, Jefferson, Hot Spring, Saline, Pulaski és Dallas megyékkel határos.

## Népesség
A megye népességének változása:
| Lakosok száma | 17 883 | 17 943 | 18 013 | 18 019 | 18 102 | 17 958 |
|               | 2010   | 2011   | 2012   | 2013   | 2015   | 2020   |